# Bazas
Bazas is een gemeente in het Franse departement Gironde (regio Nouvelle-Aquitaine). De plaats maakt deel uit van het arrondissement Langon. Bazas telde op 1 januari 2022 4.819 inwoners.
Het historisch centrum van Bazas is als geheel beschermd als secteur sauvegardé.
Het runderras bazadaise komt uit de streek van Bazas. Dit vleesrund werd van oorsprong gebruikt als trekdier.

## Geschiedenis
Na de Romeinse verovering van Gallië woonde hier het volk van de Vasates.
Tijdens het ancien régime was Bazas een belangrijk religieus, bestuurlijk en gerechtelijk centrum. Het was de zetel van het bisdom Bazas dat na de Franse Revolutie werd afgeschaft. Bazas lag op de pelgrimsroute naar Santiago de Compostella en was zelf ook een bedevaartsoord door een reliek van het Heilig Bloed van Johannes de Doper. Tijdens de Hugenotenoorlogen van de 16e eeuw werd de kathedraal beschadigd. Ze werd hersteld onder leiding van bisschop Arnaud de Pontac.
Bazas was een ommuurde stad. In de 16e eeuw kwam er in de stad een présidial, een rechtbank voor het omringende land, de Bazadais. Ook na de de Franse Revolutie bleef Bazas een bestuurlijk en gerechtelijk centrum als onderprefectuur van een arrondissement van Gironde, tot de onderprefectuur verhuisde naar Langon.

## Geografie
De oppervlakte van Bazas bedroeg op 1 januari 2022 37,29 vierkante kilometer; de bevolkingsdichtheid was toen 129,2 inwoners per km².
De Beuve stroomt door Bazas. En de autosnelweg A65 loopt door de gemeente.

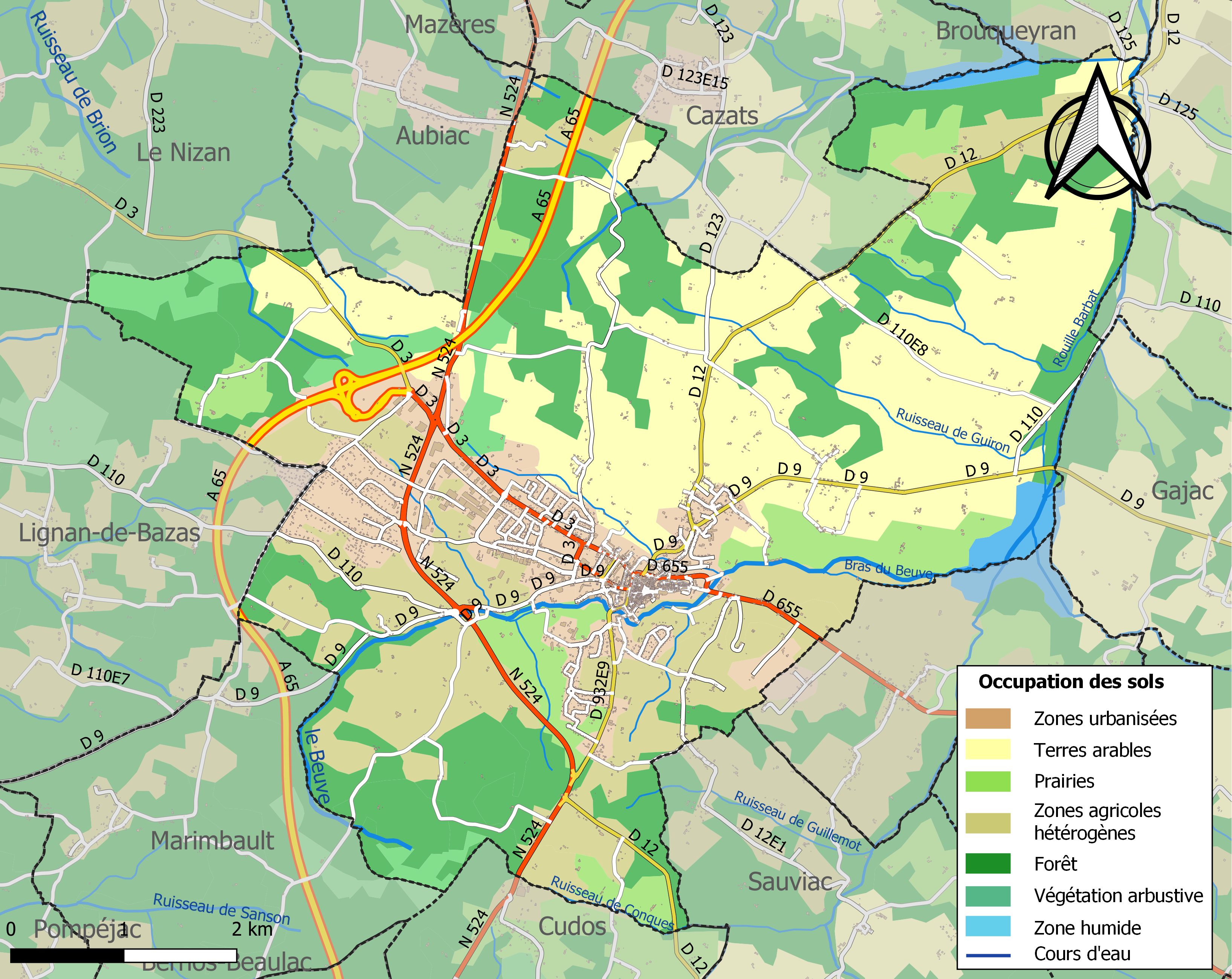
Kaart van de gemeente met belangrijkste infrastructuur, bodemgebruik en omliggende gemeenten

## Demografie
Onderstaande figuur toont het verloop van het inwonertal (bron: INSEE-tellingen).

## Bezienswaardigheden
Het historisch centrum van Bazas samen met de voormalige stadsomwalling is in zijn geheel beschermd als secteur sauvegardé.

De kathedraal van Bazas, gewijd aan Johannes de Doper, werd gebouwd in de 13e en 14e eeuw op de plaats van een oudere, romaanse kerk. De kathedraal kende ook bouwfases in de 16e en 18e eeuw. Het gebouw werd beschermd als historisch monument in 1840 en staat sinds 1998 op de werelderfgoedlijst van UNESCO als onderdeel van de pelgrimsroutes naar Santiago de Compostella. Het plein naast de kathedraal is ook een beschermd monument. Aan het plein staat gebouwen uit de 16e, 17e en 18e eeuw, waaronder het Présidial (gerechtsgebouw) uit de 18e eeuw. Het Hôpital Saint-Antoine werd gebouwd om pelgrims op te vangen maar werd aan het einde van de 17e eeuw een echt hospitaal. De markthal werd gebouwd in 1890.

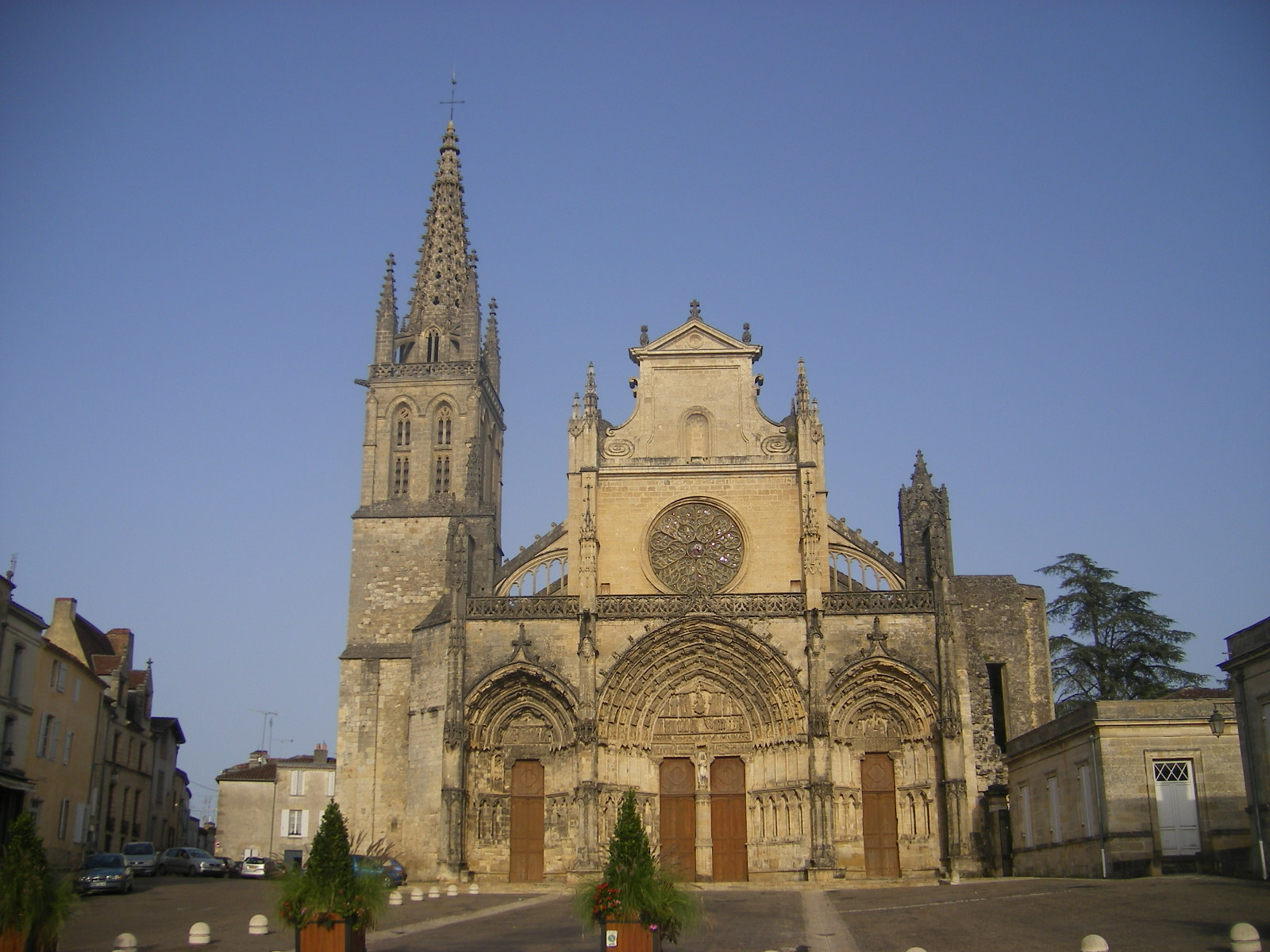
Cathédrale Saint-Jean-Baptiste
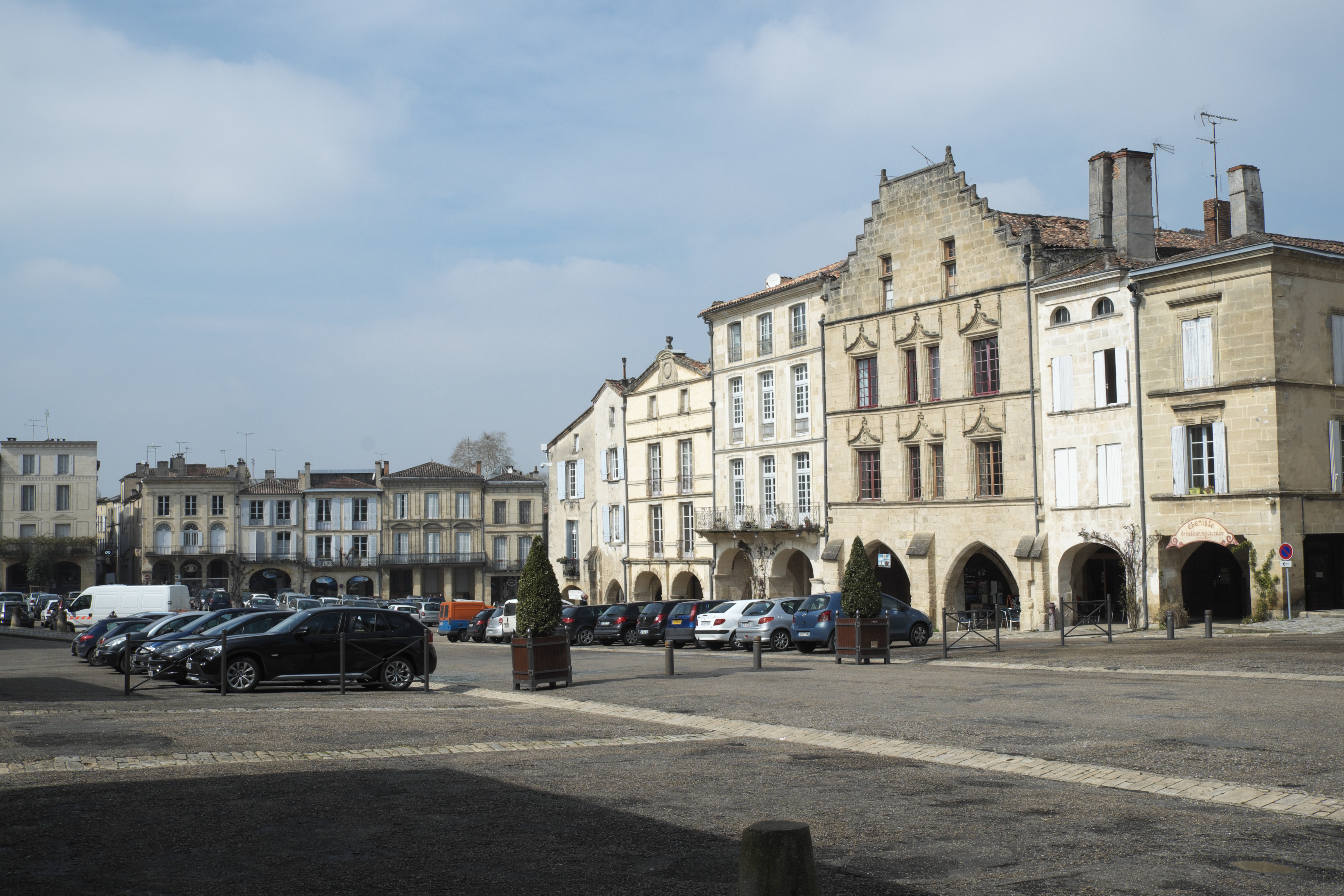
Place de la Cathédrale
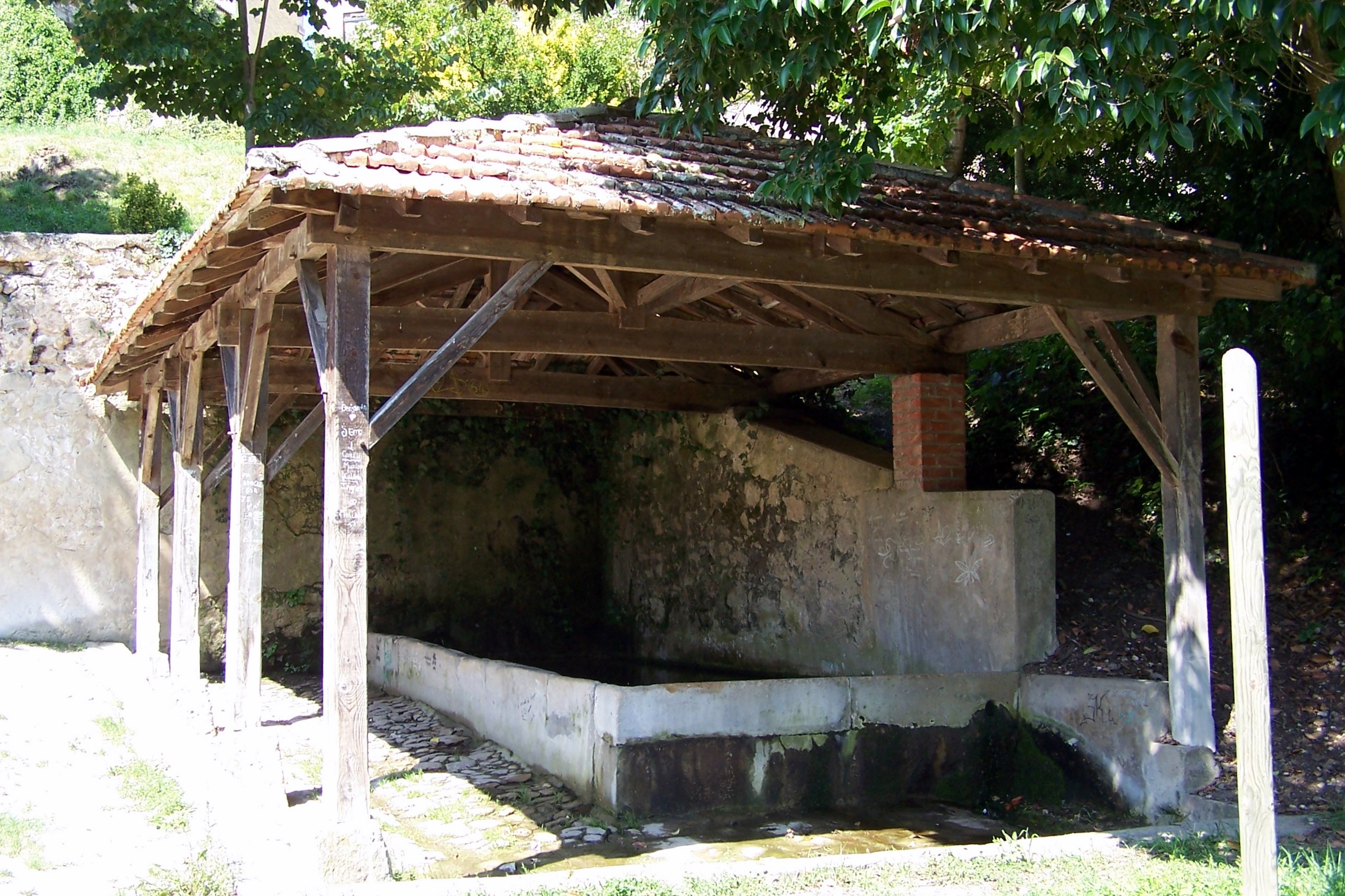
Lavoir (openbare wasplaats)
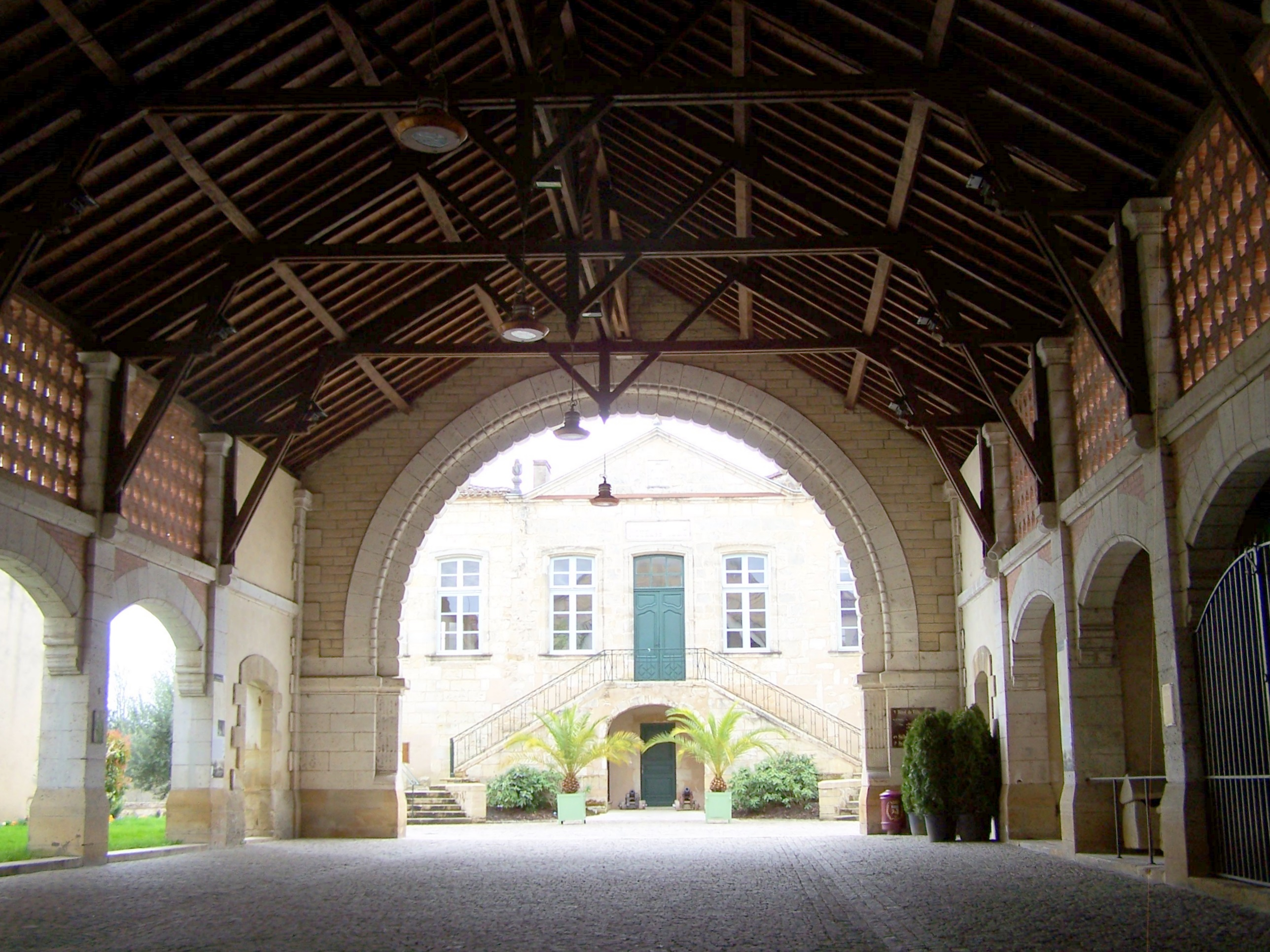
Markthal onder het gemeentehuis